# Federació d'Institucions Professionals del Còmic

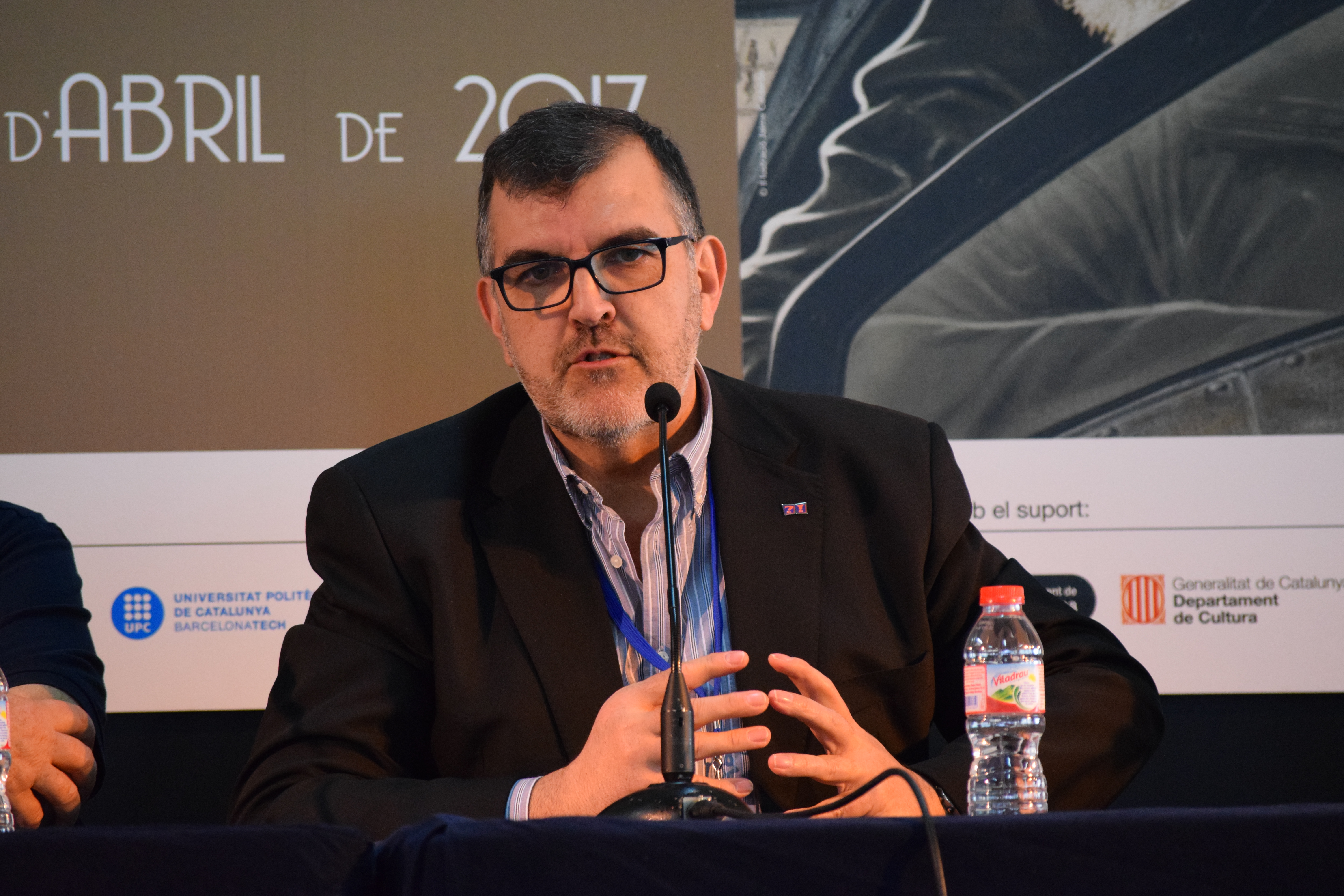
Carles Santamaría (director entre 2006-2017) al Saló de 2017.

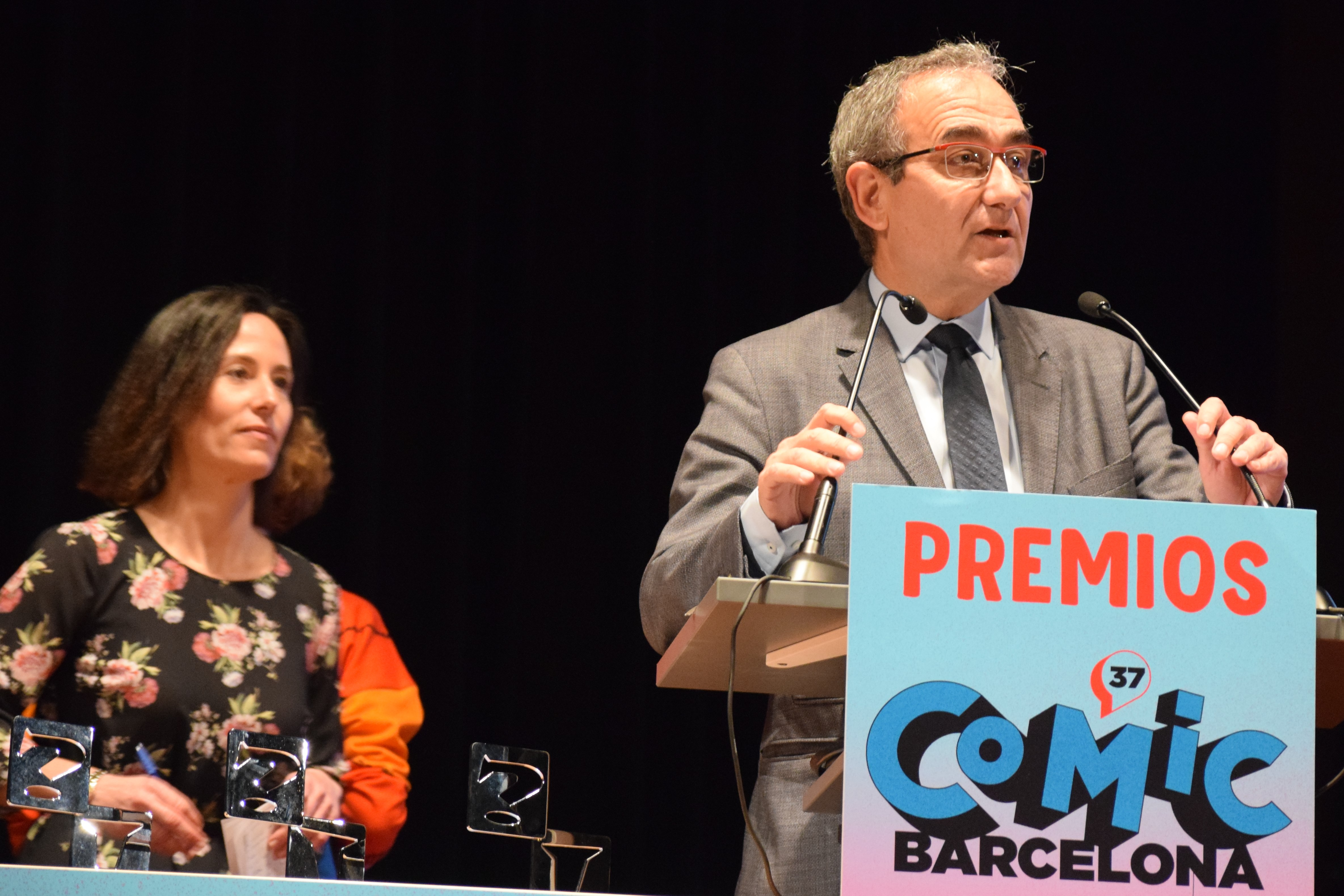
Patrici Tixis i Meritxell Puig durant la cerimònia d'entrega dels premis de Comic Barcelona, 2019.

L'associació Ficomic (Federació d'Institucions Professionals del Còmic) és una entitat sense ànim de lucre creada el 1988 per l'Associació de Professionals del Còmic, on eren presents editors independents, autors i crítics de la historieta amb el suport del Gremi d'Editors de Catalunya. El seu principal objectiu és la difusió, promoció i defensa del còmic i manga i d'organitzar anualment el Saló Internacional del Còmic de Barcelona, que la Fira de Barcelona havia organitzat entre 1981 i 1985.
A principis de la dècada de 1990 l'entitat travessa una complicadíssima situació econòmica, però l'èxit del Saló del Manga de Barcelona, que s'organitza per primer cop en 1995 va ajudar a la supervivència financera de la federació. L'entitat està representada pel gremi d'editors, distribuïdors i llibreters de Catalunya. El primer president de Ficomic fou Pere Vicens, president del Gremi d'Editors de Catalunya.
L'entitat participa en activitats de promoció del còmic fora dels Salons, a la Fira del Llibre de Frankfurt, va impulsar l'exposició d'instal·lacions al carrer titulada “La Batalla Final” amb motiu del Tricentenari del 1714, el Centre de les Arts del Còmic i la Il·lustració (CACI).

## Presidència
La presidència de Ficomic és ostentada pel president del Gremi d'Editors de Catalunya. Aquest càrrec ha estat exercit per les següents persones:
| Anys         | President                     |
| ------------ | ----------------------------- |
| 1988-1994    | Pere Vicens                   |
| 1994-2001    | Jordi Úbeda                   |
| 2001-2005    | Josep M. Puig de la Bellacasa |
| 2005-2010    | Antoni Comas                  |
| 2010-2013    | Xavier Mallafré               |
| 2013-2014    | Daniel Fernández              |
| 2014-present | Patrici Tixis                 |

## Direcció[calcitació]
El director de Ficomic exerceix també la direcció del Saló del Còmic i del Saló del Manga (a partir de 1995) de Barcelona. Per ordre cronològic, els directors de Ficomic han estat els següents:
| Període      | Director general      |
| ------------ | --------------------- |
| 1988-1994    | Joan Navarro          |
| 1995-1996    | Carles Santamaria     |
| 1997-1998    | Jordi Sánchez Navarro |
| 1999-2005    | Pilar Gutiérrez       |
| 2006-2017    | Carles Santamaría     |
| 2018-present | Meritxell Puig        |